# 캐머런 더글러스

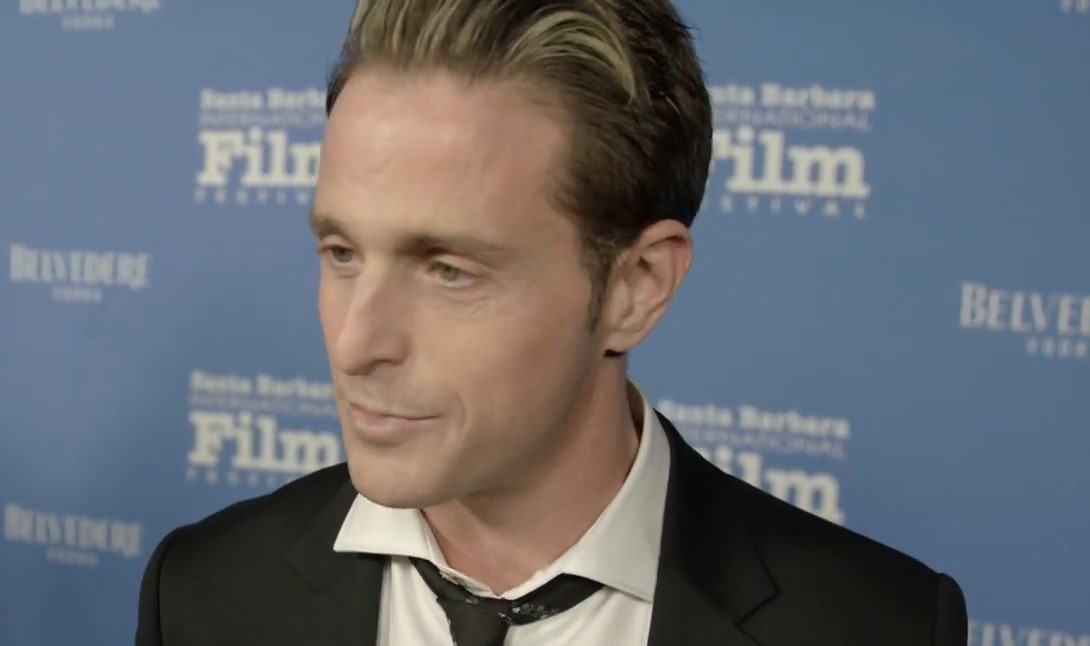

캐머런 모렐 더글러스(영어: Cameron Morrell Douglas, 1978년 12월 13일 ~ )는 미국의 배우이다.

## 생애
1978년 12월 13일에 캘리포니아주 샌타바버라에서 미국의 남자 배우인 마이클 더글러스와 버뮤다의 여자 배우인 다이앤드라 루커의 아들로 태어났으며 그의 할아버지는 미국의 남자 배우인 커크 더글러스이고 그의 할머니는 미국의 여자 배우인 다이애나 딜이다. 1995년에는 그의 부모가 이혼했고 1997년에 데뷔한 이후에 2008년까지 영화 4편에 출연했다.
1999년, 2007년, 2009년에는 뉴욕주 경찰로부터 마약 밀매 혐의로 조사를 받았으며 2010년 4월 20일에는 법원으로부터 헤로인 소지, 메탐페타민·코카인 투약 혐의가 적용되어 징역 5년형을 선고받았다. 2011년 12월 21일에는 법원으로부터 징역 4년 6개월형을 추가 선고받았고 2016년 8월 1일에 출소했다. 2016년에는 브라질의 여자 배우인 비비아니 치베스(Viviane Thibes)와 결혼했다.